# Festival di San Sebastián 1962
La 10ª edizione del Festival internazionale del cinema di San Sebastián si è svolta a San Sebastián dal 9 al 18 giugno 1962.

## Selezione ufficiale

### Concorso
- All Night Long, regia di Basil Dearden
- Il promontorio della paura (Cape Fear), regia di J. Lee Thompson
- Die Parallelstrasse, regia di Ferdinand Khittl
- El hombre de la esquina rosada, regia di René Mugica
- El sol en el espejo, regia di Antonio Román
- Finden sie, daß Constanze sich richtig verhält?, regia di Tom Pevsner
- L'isola di Arturo, regia di Damiano Damiani
- La spiata (La denontiation), regia di Jacques Doniol-Valcroze
- La fusilación, regia di Catrano Catrani
- Le soleil dans l'oeil, regia di Jacques Bourdon
- Pueblito, regia di Emilio Fernández
- Senilità, regia di Mauro Bolognini
- Anna dei miracoli (The Miracle Worker), regia di Arthur Penn
- Il generale non si arrende (The Waltz of the Toreadors), regia di John Guillermin

## Premi
- Concha de Oro: L'isola di Arturo, regia di Damiano Damiani
- Concha de Plata al miglior regista: Mauro Bolognini, per Senilità
- Concha de Plata alla migliore attrice: Anne Bancroft, per Il generale non si arrende (The Waltz of the Toreadors)
- Concha de Plata al miglior attore: Peter Sellers per Il generale non si arrende (The Waltz of the Toreadors)